# Rovsteklar
Rovsteklar (Sphecoidea eller Spheciformes) är en taxonomisk grupp inom steklarna, underodning gaddsteklar. som numera betraktas som parafyletisk eftersom bin är nära släkt med familjen Crabronidae. För att bilda en monofyletisk grupp måste därför även bina ingå. Familjerna i Sphecoidea placeras därför ofta i överfamiljen Apoidea. 
Det finns omkring 9 700 arter av rovsteklar, fördelade över fyra familjer, och de är utbredda över hela världen.
En av de gemensamma anatomiska egenskaperna som skiljer rovsteklar och bin från andra gaddsteklar ligger i bröstkorgens struktur: Pronotum, som är den bakre delen av det första (smala) bröstsegmentet, har typiska förtjockningar i sina bakre hörn och når inte fram till de vingskutor som täcker vingleden. Larverna är köttätande.